# 平穏世代の韋駄天達
『平穏世代の韋駄天達』（へいおんせだいのいだてんたち）は、天原原作による日本の漫画。元々は天原が商業デビューする前にウェブサイト「新都社」にて発表した作品であり、2016年から更新が停止していた。しかし2018年、内容を再構成し、クール教信者を作画に迎え、『ヤングアニマル』（白泉社）にて2018年17号より2024年16号まで連載された。2021年5月27日からは、同社の漫画アプリ『マンガPark』でも同時連載が開始された。

## あらすじ
「韋駄天」と呼ばれる、圧倒的な速さおよび強さを持つ戦いの神々が、世界を破滅へと導いていく魔族を封じ込め、800年が経った。現在はその戦いは昔話としか思えないものだった。「平穏世代の韋駄天達」は、生まれて以来一度も戦っておらず長年眠っていたが、何者かに魔族を復活させられてしまった。そこで使えるものは武力、智略、政治、そして陰謀など。誰も知らない禁断のバトルロワイアルが幕を開けようとする。

## 登場人物
声の項はテレビアニメ版の声優。

### 韋駄天
世界に生きる生物の思念が集まって生まれた存在。痛覚はあるが、胴を貫かれたりしても痛いという程度で、呼吸も声を出す時以外は必要ない。よほど神経を使うことをしているか、ダメージを受けていなければ疲労するということはなく、睡眠や休息は必要としない。自己認識で見た目の質量も変えることができ、無音の移動や壁面に立つような行動、散歩程度の感覚で世界中を走って移動することもできる。暗闇も光にも影響されずに行動でき、仮に眼や耳といった感覚器官を潰されてもハッキリとは見えなくなる聞こえなくなるだけで周囲の把握は可能。生まれた時点で自身の名を知っており衣服も身に付けているが、これも自身を形作る思念の影響によるもの。そのため衣服は自在に変化することが可能であり、訓練すれば手に馴染んだ道具を作り出すことも出来る。
生物の中でも本能にそこまで影響されない思考を持つ人間の影響を受けているため人間そっくりの姿だが、メンタリティはかけ離れていて数多くの生物が絶滅するような事態に陥らない限り関知しない。人間に関しても必要数が生きているなら社会形態はどうでもよく、戦争しようが環境を破壊しようが放置しており、魔族を根絶やしにするために国ひとつ丸ごと滅ぼそうとするなど、「全ての生物を等価値なもの」として見ており、文字通り「神の視点」を持つ。
性欲はなく生殖活動も行わず、生物の大量の思念、長い年月、救いを求める心が揃っている場所に「発生」することで誕生する。時間経過によって思念が集まれば自然に発生するが、他の韋駄天が自身の思念を上乗せする「引き出し」と呼ばれる行為によって時間を短縮することができる。また、韋駄天の外見・性別・名前・性格は引き出し条件が揃っていた時に最も強い思念を放っていた者が元になる。引き出しによって発生した場合、発生する韋駄天の性格は引き出した人物の思念の影響も受けたものとなる。
ハヤト
声 - 朴璐美
本作の主人公。
韋駄天・リンの元にて修行している、三白眼の少年の姿をした韋駄天。80年ほど前にリンによって引き出されて生まれた新世代だが、きわめて脳筋で自分が強くなることしか頭にない。だが、前世代に対する責任感で強くなったリンや、ただ「叩きのめされた結果」として強くなったプロンテアと違い、純粋に力を求める韋駄天として最強に至る可能性を持っている。ミクたちが潜伏した後も、1人修行を続け文字通り韋駄天最強といえるレベルに到達していた。
劇中での描写はないが、原作者自身のTwitterで元となった人格がヤンキーであったことが明かされている。
イースリイ
声 - 緒方恵美
100年ほど前に自然発生して生まれた、眼鏡をかけた少年の姿をした韋駄天。韋駄天側の頭脳といえる存在で、戦うことよりも勉強することが好きだが、それは自然発生したゆえに「自分自身の正体を知るため」に始めた研究が切っ掛けである。その過程において人体実験も繰り返しており、なかば趣味。世界有数の大国・ホタエナ建国に関わっており、国家規模の研究所を私有している。「ただボコボコにされることがまともな修行と思えなかった」「話すだけ無駄だと思った」という理由から、過去にリンの修行から3ヶ月で逃げ出している。その後50年ほど音沙汰なしとなり、結果リンを非常に怒らせていたため、再会した際には土下座をして直に修行を申し出るという偽装にて命拾いした。右手からメスが出せる。
魔王に囚われた際に判明したことだが、元になった人格は「E3計画」という魔族の兵器化プロジェクトの研究員。研究の過程で人間の赤ん坊と魔族細胞を融合させており、魔王が魔族を増やす技術の根幹（悪く言えば全ての原因）となっている。
ポーラ
声 - 堀江由衣
16年ほど前にリンの弟子だったプロンテアに引き出されて誕生した、ツインテールの少女の姿をした韋駄天。子供っぽいが、割とグラマラス。戦うことよりも鳥と話すことを趣味とし、無音移動が得意。魔族復活までリンに会ったことがなく、またプロンテアにも戦い方を教わった経験がなく、リンからの修行は「ただのリンチじゃない」と述べ、恐怖している。
リン
声 - 岡村明美
800年前における魔族との戦いの生き残りで、ハヤトやプロンテアを引き出した中華風の服を着た女性の姿をした韋駄天。小柄で、ハヤト曰く幼児体型。自分を育てた韋駄天たちが魔族を閉じ込めた封印を守りつつハヤトたちに修行を付けているが「平気になるまで叩きのめし続ける」という大雑把なもの。800年前に一人きりになった後、50年逃げ続け、350年修行に明け暮れた。その後プロンテアを200年間鍛え、封印から600年が経過して初めて平和を実感した。しかし、現在も魔族と戦う使命に囚われており、魔族討伐に手段は一切選ばない。右手から剣を出すことが出来る。攻撃力に比して防御力が低く、自身の力を逆用されると容易く傷つく欠点があるが、戦闘中ならすさまじい速度で再生する。
ゾブルに攻め込んだ際に出会った魔王が自分の知る相手と通じる記憶を持つと知って数年間ふさぎ込むが、放流された魔族を目撃して我に返る。
プロンテア
声 - 石田彰
400年ほど前にリンによって引き出されて生まれた、長髪の青年の姿をした韋駄天。リンに200年におよぶ修行を受けており、作中時点では最強ともいえる実力者だが、リンによって付けられた修行がトラウマになっていて、名前を出されただけでもパニックに陥るほど苦手としている。イースリイから依頼されて、かつての韋駄天が使用していた「魔法」を再現する修行をしているが、韋駄天や実力者相手にはこけおどし程度にしかならず、本人も「直接殴った方が強い」と判断している。思念ハッキングと呼ばれる電子機器に干渉して操ることの方が得意。リン同様、剣を出せるが、手から離して他の韋駄天に貸すことも出来、その韋駄天はプロンテアの力を借り受けることが出来る。
数年後は逃げた魔族から放流された魔族を狩っている。
おじいさま
声 - 中博史
リンを護り育てた韋駄天。本名不明。800年前、リンを除く仲間達と共に魔族を封印する際に犠牲となった。リン曰く「ネーミングセンスはかなり適当」だった。
イースリイがプロンテアに依頼して検証した結果、結界に閉じ込めた魔族は1年程度で飢え死にして全滅しており、韋駄天が結界の一部になる必要はなく、交代で結界の維持・監視をしていれば良かったそうだが、そうしなかったのは韋駄天に「寿命」という概念が無かったため。封印はリンの陣取る孤島が中心点となっているが、そこを起点に世界中に展開しており、リンによって封印が解かれた際には朽ち果てた大型魔族の骸が各地に降り注ぎ、シャレにならない災害となった。
ギル
声 - 伊藤静
ゾブル帝国で発生条件がそろった思念溜りから、ハヤトによって引き出されて生まれた韋駄天。発生時に強い思念を発していた修道女ギルティーナの姿と「護りたいという意思」を受けて生まれたため、早々に修行を受けることとなる。人の思念を多く受けていたためか、ごく自然に携帯端末などを使いこなすことができる（修行中に携帯していると壊れるため、缶箱に収めて地面に埋めている）。
善意しかなく「悪」を受け入れられないがため、何一つ成し遂げられないとミクに評されている。

### 魔族
800年前に現れた破壊生物。他の生物を食らい際限なく増えた末に自滅するという不合理極まりない生き物で、世界を滅ぼしかけたため韋駄天の討伐対象となり結界に封じられた。ごく少数が極地や氷河にて氷漬けになっていた物をオーバーMが回収し、それらを素にゾブル帝国内で繁殖させている。表向きは人為的に作られた強化兵士「C（チート）・ソルジャー」と呼称されている。
生まれたばかりの魔族は知性もない不定形の怪物に過ぎず、これを制御するために人間の赤ん坊と融合させ「人間の脳を持つ魔族」として完成させているが融合の具合によって能力の偏りが大きい。普段は人型だが、身体全体や一部が変形して武器となる。人間の脳を使っている分、脳に作用する薬物には弱く、思考形態もどちらかと言えば人間寄り。若年層や魔族の脳がわずかに残っている者などは本能に影響されて命令の類を完全には理解できない。
知性を得た代わりに繁殖力は低下しているようで、オオバミによって増やされるようになってから100年が経過しても総数は400人未満である。これは融合に失敗した個体などは処分しているほか、生殖能力を失った個体も存在するため。
普通の人間でも小指程度の細胞なら移植して変形触手として使用可能だが、これ以上の細胞を移植すると消費カロリーが通常の食事程度では賄いきれない。ガチカマ博士が開発した技術がミクと魔王によって拡散したことで、世界中の軍隊・武装勢力が「触手兵」を量産。中には「脳以外の身体すべてを魔族細胞に置換した兵士」も現れており、魔族細胞との融合率の問題も解決している。
オオバミ博士 / 魔王オーバーM
声 - チョー
帝国ゾブル軍にて開発局局長の博士。身体は遠隔操作されたロボットであり、その正体に関してはゾブルでも謎が多い。800年前に起きた出来事を知っているが、その知識には穴があったり突然思い出したりする。魔王を名乗ってゾブル帝国を隠れ蓑に魔族を増やしている。イースリイが突き止めた結論は「魔族の封印内で魔族の思念と犠牲となった韋駄天が混ざり合った存在」というもの。前述の通り、本人には自覚がなく自分という存在が何なのか理解していない。かつては「オバマ皇帝」としてゾブルに君臨していたが、タケシタに譲位して死んだことにした上でオオバミを名乗って開発局にもぐりこんだ。
ゾブルクーデターの際にリンとブランディの戦闘に巻き込まれてロボットボディを失う。数年後、ミクが発信した合言葉で接触し、その手引きでクライシとも合流する。ロボットボディをミクを始めとした別人の姿とすることで攪乱や潜入も行う。
遠隔操作の応用でゾブルのメインコンピュータに自身の研究成果を保存している。これはどのような形でも出力できない方式で記録されており、思念ハッキングでなければ閲覧できない。しかし韋駄天側で思念ハッキングが出来るプロンテアは一般人程度の知識しかないため閲覧しても理解できず、紙一枚程度の資料を書き起こすのに数時間かかる。
ミクによる魔族細胞の移植技術浸透策が成ったころに、自身の正体を知らされてリンと再会。封印を解かれる。風貌はドラゴンの意匠が混じった老人と言う感じ。魔族的な本能も強かったが、リンを殺してしまう前に現れたハヤトと全力で戦いスッキリしたのか、以後はリンに読み書きを教えたりして過ごしている。
タケシタ
声 - 宮本充
ゾブル帝国皇帝。パっと見は地味なおじさんだが、実力はトップ5に入る。肉体を変形させることは出来ず格闘能力に全振りしたタイプ。
ブランディ
声 - 本名陽子
ゾブル帝国皇妃。作中時点ではニッケルと並んで最強だが、同格のニッケルがアッサリ返り討ちに遭ってしまったため、ヘタレている。独断で自身の子3人を逃がすなど、本人にも自覚はなかったが、かなりの子煩悩。髪の毛を操って武器とするほか人形や死体を操ることができる。
ピサラ
声 - 瀬戸麻沙美
ゾブル陸軍大将。髪の毛を自在に伸ばして操る力を持つ。圧倒的な力で軍を率いているが、性的な事柄にはウブで恥じらう乙女。そのため魔族としての繁殖任務からは外されている模様。イースリイに返り討ちにされ、洗脳手術を受ける。新体制となったゾブル統治のための執務に追われていたが、ピートの姿に偽装したボディをつかった魔王によって洗脳を解かれる。自身を性的な目で見ない（実際には前述の通り「性欲がない」だけ）イースリイを意識していたが、洗脳されていたという屈辱から態度が反転している（ただのツンデレ）。ミクからの「30年ばかし捕まえといて」という大義名分を得て、捕らえたイースリイと夫婦関係となる。お籠り解禁後はミクやメルクゥの産んだ子を養子に貰っている。
ネプト
声 - 天田益男
ゾブル海軍大将。タケシタとは同世代で実年齢は80過ぎ（表向きには50歳）。身体全体が変形して人型の魔物のような姿になるが、通常時とそこまで力の差はない。プロンテアに返り討ちにされ、イースリイに洗脳手術を受ける。触手兵を揃えたかつての属国に攻め込まれた際に戦死、ギルたちによって遺体は「人」として葬られる。
コリー
声 - 石上静香
少年兵。食い意地が張っており、食べるものの豊富な海が好き。ピサラとは実の姉弟。変形できるのは頭部のみ。ハヤトに返り討ちにされ、イースリイに洗脳手術を受ける。数年後には成長したことでニッケル並みにパワーが上がった。ピートの姿に偽装したボディを使った魔王によって洗脳を解かれる。しかし特訓に付き合い親しくなったポーラには、以前と変わらぬ感情を持っていたため、ミクからの「30年ばかし捕まえといて」という大義名分を得て、捕らえたポーラと夫婦関係となる。しかし、親愛以上の感情をもたないポーラとのすれ違いが続いたことで、お籠りが解禁になるころには完全に冷めており、クロフトと共に女遊びに耽る様になる。
バコード
声 - 龍田直樹
帝都内区役所「生き生き育児支援課」に務める係長。見た目はスダレハゲの中年男性で戦闘力に関しては（魔族基準では）下の下だが、情報の並列処理を得意とする。
ネプトによって捕らえられ、イースリイに洗脳手術を受ける。触手兵を揃えたかつての属国に攻め込まれた際に戦死、ギルたちによって遺体は「人」として葬られる。
ニッケル
声 - 上坂すみれ
ゾブル防衛兵士長。幼い子供のような風貌だが、作中時点の魔族内でも最強で、対韋駄天の一番手として挑むがリンに殺される。その遺体はイースリイの研究所に送られた。
ミク
声 - 伊瀬茉莉也
ゾブル軍が繁殖奴隷として集めた女性を躾ける調教師。エロいことを楽しむのが最優先の変態。戦闘力に関しては（魔族基準では）下の下。洞察力に優れ知恵も回るのだが、自分を取り繕うだけの経験はなく腹芸は苦手。
彼女の育てた繁殖奴隷はエロ方面に振り切っていて、一部の男性からは不評。革命後に奴隷制が廃止されたあと、性奴隷以外の仕事は出来ないとデモを起こした。
韋駄天に関する分析を任されるが、現時点では勝ち目はないと判断してウメヨとメルクゥ、育成中の赤子2名（共に男児）と共に逃亡した。とあるニート女子の家と立場を乗っ取って潜伏しながら魔王とコンタクトを取り、自身は表に出ずクライシと合流させた。イースリイを拉致させたことで韋駄天側が決して自分にはたどり着けないと確信している。そして連れ出した魔族の男子との間に子を作ることに成功。魔王によって魔族細胞の移植技術を世界中にリークして魔族と人間の区別がほとんどない世界を作り出してしまう。
ウメヨ
声 - かぬか光明
カリスマ産婆。生まれた魔族を体内に取り込んで、人間と融合するまで育てる能力を持つ。
メルクゥ
声 - 近藤玲奈
産婦人科助手。触手化した髪の毛を精密な手術具として使用できるが、あくまで助手レベルの知識しかない。ミクと共に連れ出した男児と爛れた性生活を送る。長らく妊娠の兆候はなかったが、ミクと共に懐妊・出産する。
魔王が他人の姿に偽装する際にはボディに被せる「顔の皮」を製作していた。
ジーサーティン
声 - 加瀬康之
ゾブル軍兵士。魔族一の視力を持ち、左手をライフルに変形させる力を持つ。初登場時のハヤトには勝てる実力者だったが、リンによって倒される。
第一王子クライシ、第三王子バズ、第二王女ラキ
声 - 木村良平（クライシ）、福原綾香（バズ）、牧野由依（ラキ）
ゾブル帝国の皇子、皇女。後継者は他にも複数存在するも、タケシタとブランディの直系はこの3人だけであり、魔族としての能力は高くはなく戦力外という形で、ブランディの独断の元、国外に脱出させられる。その際、好きな魔族を1人ずつ連れて行くよう命じられたため、クライシはゾブル7番風俗街元締・フェルランディア（声 - 小林ゆう）、バズはゾブル空軍女性少佐メリアノ（声 - 徳井青空）、ラキはゾブル王室執事・クロフト（声 - 置鮎龍太郎）を選んでいる。
数年後、バズとメリアノは生まれた子供の制御が出来ず、ゾブルに戻るも処分された。
クライシはピサラ曰く「イースリイみたい」なヤツで、戦闘力は並みな代わりに知恵が回る。ミクの手引きで魔王と合流、ピサラとコリーの洗脳を解き、イースリイとポーラを拉致した。数年の間にもフェルランディアとの間に子が出来る様子もない。ミクグループとのスワッピングを提案されて食指が動くも、フェルランディアに睨まれ諦めていた。イースリイの研究所に乗り込むが、小指程度の魔族細胞を移植していた研究員たちに殺されるという最後だった。
クロフトとラキは隠棲しつつ、生まれた子供は海に捨て続けていたが、ミクと魔王によって発見され、新たな隠れ蓑となる国家「コーテクル」の王族に据えられている。ミク曰く、俗物なので建前上のトップという「お飾り」であっても、贅沢な暮らしが出来る立場に満足している。
ギュード
声 - ボルケーノ太田
北方の氷河の中で眠っていた巨大な魔族。図体に反して草食とのことで魔族としては最弱の部類。場合によっては他の魔族のエサ扱いだったことから「牛丼くん」が訛ってギュードくんと呼ばれている（オオバミのみ君付けで呼ぶ）。目覚めた直後に目撃した韋駄天（ハヤトたち）を攻撃するが、ハヤトの全力攻撃で心臓を破壊されて死亡した。死骸はイースリイによって研究所に送られるが、まともに戦っても人間では殺すことは難しいという結果が出ている。

### 人間
800年前に魔族によって絶滅の危機に直面するが、作中時点では核武装もしている国家が複数存在する。侵略国家「ゾブル帝国」、宗教国家「サラバエル」、自由主義国家「ホタエナ」が主な舞台。
作中の世界の人間は800年前に魔族によって滅びかけるが、過去の韋駄天が作った急造の地下シェルターに籠って生き延びた。そこからサラバエルの原型となった宗教国家ができ、プロンテアによる大改造が行われる前に出て行った人々がゾブルやホタエナ（の元になった国）や多くの国々を作った。
ビアロフ
声 - 山野井仁
ゾブル帝国宰相。侵略国家である自国の外交などを丸投げされているが、ゾブルにとって他国とは「現在進行形で侵略する相手か、そのうち侵略する相手か」の違いしかないため外交と言っても宣戦布告するかしないか程度である。人間であり、皇帝の私的な集まりと称する「魔族同士の会議」などからは締め出されている。
ネプトによって捕らえられ、新体制となったゾブルの閣僚として働くことになる。
カゲキキ
声 - 下野紘
ビアロフ直属の部下で忍者。ビアロフに皇帝の会議を調べるよう任じられるも、ニッケルに見抜かれ、八つ裂きにされる。
ピート
声 - 富田美憂
ゾブル帝国の新兵。司令部の通信オペレータ。人格破綻した兵士の多いゾブル軍内では新任とはいえ優秀な部類で「まともな感性」の持ち主。数10年後にはゾブルを離れてギルティーナと結婚。妻や土地の人々を守るために触手兵となっていた。
ギルティーナ
声 - 伊藤静
ゾブルに侵略されたケンド自治区にあった教会のシスター。通称「ギル」。ゾブル兵にレイプされ、繁殖奴隷として帝国に連行される。良くも悪くも善人であり、韋駄天や魔族含めた「現実に生きる者たち」からは尊重はされても共感はされない。自身の無力を自覚しつつも祈り続け、新しい国として再出発したゾブルで死者の葬送の仕切りを任されるようになる（それまでは焼いた灰を海に捨てていた）。
韋駄天のギルとは互いに「私」と呼び合っている。その後ピートと結婚。数10年後にはふくよかな姿の中年シスターになっていて故郷の子供たちに教えを伝えている。
ガチカマ博士
声 - 山本正剛
イースリイの私有する研究所に所属する科学者。魔族の研究を委託される。以前はゾブルの開発局にいたが、オオバミに指示された内容しか研究できないため離れた経歴を持つ。イースリイからも無茶振りはされるが、予算をケチることもなく要求がシンプルなため納得している。
ラキが産み捨ててプロンテアが退治した魔族が際限なく持ち込まれるようになり、ごく少量の魔族細胞を人間に移植する技術を確立する。
サギィシー・サクシュ
声 - 石住昭彦
宗教国家サラバエルの三代目大神官。それまではただ神に祈るだけだった宗教をビジネス化して国民を低賃金でこき使いながら、国を繁栄させている。ゾブルを叩く前に釘を刺しに来たポーラとイースリイという「神の実在」を知る。てっきり行いを改めよと罰せられるのかと思っていたが、イースリイからは理詰めで高評価を受け、人類や世界が滅亡するような事態にさえならなければ勝手にしろと言い捨てられる。
オリジナル版では「ビックリバー・イヌサーク」の名称で登場し、肩書も「三代目名誉会長」となっている。

## 書誌情報
- 天原（原作）・クール教信者（作画）『平穏世代の韋駄天達』 白泉社〈ヤングアニマルコミックス〉、全9巻
  1. 2019年1月29日発売[11]、ISBN 978-4-592-16321-3
  2. 2019年11月12日発売[12]、ISBN 978-4-592-16322-0
  3. 2020年8月11日発売[13]、ISBN 978-4-592-16323-7
  4. 2021年6月29日発売[14]、ISBN 978-4-592-16324-4
  5. 2021年7月29日発売[15]、ISBN 978-4-592-16325-1
  6. 2022年6月29日発売[16]、ISBN 978-4-592-16326-8
  7. 2023年2月28日発売[17]、ISBN 978-4-592-16327-5
  8. 2023年12月27日発売[18]、ISBN 978-4-592-16328-2
  9. 2024年10月29日発売[19]、ISBN 978-4-592-16329-9

## テレビアニメ
2021年7月から10月までフジテレビ「ノイタミナ」枠ほかにて放送された。ナレーションは井上和彦。オリジナル版の更新停止部分までがアニメ化されている。

### スタッフ
- 原作 - 天原、クール教信者[8]
- 監督 - 城所聖明[8]
- シリーズ構成・脚本 - 瀬古浩司[8]
- キャラクターデザイン・プロップデザイン - 大津直[8]
- コンセプトアート - スカイエマ[8]
- 美術監督 - 田村せいき[8]
- 美術設定 - 田村せいき、柴山恵理子（第2話-）
- 色彩設計 - 鎌田千賀子[8]
- 3DCGディレクター - 金子拓磨[8]
- 撮影監督 - 加納篤[8]
- 編集 - 柳圭介[8]
- 音響監督 - 長崎行男[8]
- 音楽 - 出羽良彰[8]
- 音楽プロデューサー - 舩橋宗寛
- 音楽制作 - フジパシフィックミュージック
- チーフプロデューサー - 高瀬透子、三宅将典
- プロデューサー - 松尾拓、竹枝義典、木村誠、佐藤成俊
- アニメーションプロデューサー - 野田楓子
- アニメーション制作 - MAPPA[8]
- 制作 - 「平穏世代の韋駄天達」製作委員会（フジテレビジョン、MAPPA、アニプレックス、グリーエンターテインメント、白泉社、電通）

### 主題歌
「聖者の行進」
キタニタツヤが作詞・作曲・編曲・歌唱するオープニングテーマ。
「雷火」
ナナヲアカリによるエンディングテーマ。作詞はてにをはとTAKU INOUE、作曲・編曲はTAKU INOUE。

### 各話リスト
| 話数 | サブタイトル | 絵コンテ     | 演出       | 作画監督                                                         | 総作画監督 | 初放送日       |
| ---- | ------------ | ------------ | ---------- | ---------------------------------------------------------------- | ---------- | -------------- |
| #01  | 平穏         | 城所聖明     | 城所聖明   | 藤田亜耶乃 本田敬一 松岡秀明                                     | 大津直     | 2021年 7月23日 |
| #02  | 黒南         | 城所聖明     | 愛憎パピ子 | 柴田志朗 本多みゆき KIM YONG SIK 斎藤美香                        | 北尾勝     | 7月30日        |
| #03  | 飄           | 竹之内和久   | 種村綾鷹   | 浅尾宏成 高橋渚 輿石暁 KIM YONG SIK                              | 大津直     | 8月6日         |
| #04  | 黄雀         | 愛憎パピ子   | 桜美かつし | 鈴木幸江 松岡秀明 朴旲烈                                         | 北尾勝     | 8月13日        |
| #05  | 色           | 城所聖明     | 関暁子     | 本田敬一 本多みゆき 藤田亜耶乃 小笠原篤                          | 大津直     | 8月20日        |
| #06  | 煙           | 森本育郎     | 大峰輝之   | 鈴木幸江 柴田志朗 高橋渚 松岡秀明 五十子忍                       | 北尾勝     | 8月27日        |
| #07  | 業           | 愛憎パピ子   | 下司泰弘   | 浅尾宏成 輿石暁 山本真夕子 柴田志朗                              | 大津直     | 9月3日         |
| #08  | 韋駄天       | サトウシンジ | 関暁子     | 松岡秀明 鈴木幸江 五十子忍 本多みゆき 藤田亜耶乃                 | 北尾勝     | 9月10日        |
| #09  | 陰           | 森本育郎     | 下司泰弘   | 本田敬一 柴田志朗 浅尾宏成 輿石暁                                | 大津直     | 9月17日        |
| #10  | 魔           | 愛憎パピ子   | 愛憎パピ子 | 鈴木幸江 小笠原篤 松岡秀明 本多みゆき 高橋渚                     | 北尾勝     | 9月24日        |
| #11  | 腥           | 城所聖明     | 城所聖明   | 五十子忍 藤田亜耶乃 山本真夕子 柴田志朗 浅尾宏成 輿石暁 鈴木幸江 | 大津直     | 10月1日        |

### 放送局
| 放送期間                | 放送時間                     | 放送局             | 対象地域   | 備考     |
| ----------------------- | ---------------------------- | ------------------ | ---------- | -------- |
| 2021年7月23日 - 10月1日 | 金曜 0:55 - 1:25（木曜深夜） | フジテレビ         | 関東広域圏 | 製作参加 |
|                         |                              | 岩手めんこいテレビ | 岩手県     |          |
|                         |                              | さくらんぼテレビ   | 山形県     |          |
|                         |                              | 福島テレビ         | 福島県     |          |
|                         |                              | サガテレビ         | 佐賀県     |          |
|                         | 金曜 1:05 - 1:35（木曜深夜） | テレビ愛媛         | 愛媛県     |          |
|                         | 金曜 1:20 - 1:50（木曜深夜） | 秋田テレビ         | 秋田県     |          |
|                         | 金曜 1:30 - 2:00（木曜深夜） | テレビ静岡         | 静岡県     |          |
|                         |                              | 長野放送           | 長野県     |          |
|                         |                              | 鹿児島テレビ       | 鹿児島県   |          |
|                         | 金曜 1:45 - 2:15（木曜深夜） | NST新潟総合テレビ  | 新潟県     |          |
|                         |                              | テレビ熊本         | 熊本県     |          |
|                         | 金曜 1:55 - 2:25（木曜深夜） | 仙台放送           | 宮城県     |          |
|                         |                              | テレビ西日本       | 福岡県     |          |
|                         | 金曜 2:00 - 2:30（木曜深夜） | テレビ新広島       | 広島県     |          |
|                         | 金曜 2:07 - 2:37（木曜深夜） | 東海テレビ         | 中京広域圏 |          |
|                         | 金曜 2:25 - 2:55（木曜深夜） | 関西テレビ         | 近畿広域圏 |          |
| 2021年7月29日 - 10月7日 | 木曜 1:40 - 2:10（水曜深夜） | 北海道文化放送     | 北海道     |          |

インターネットではFODおよびAmazon Prime Videoにて配信。1話はフジテレビでの放送直後に配信され、2話以降は地上波放送直後に1週間先行での配信となっている。ただし、8話以降はは火曜日正午の配信となる。
| フジテレビ ノイタミナ | フジテレビ ノイタミナ | フジテレビ ノイタミナ |
| 前番組                | 番組名                | 次番組                |
| --------------------- | --------------------- | --------------------- |
| バクテン!!            | 平穏世代の韋駄天達    | 王様ランキング        |

### BD / DVD
| 巻 | 発売日         | 収録話         | 規格品番   | 規格品番   |
| 巻 | 発売日         | 収録話         | BD限定版   | DVD限定版  |
| -- | -------------- | -------------- | ---------- | ---------- |
| 1  | 2021年10月27日 | 第1話 - 第3話  | ANZX-14301 | ANZB-14301 |
| 2  | 2021年11月24日 | 第4話 - 第7話  | ANZX-14302 | ANZB-14302 |
| 3  | 2021年12月22日 | 第8話 - 第11話 | ANZX-14303 | ANZB-14303 |